# Białoruska Partia Narodowo-Socjalistyczna
Białoruska Partia Narodowo-Socjalistyczna (biał. Беларуская Нацыянал-Сацыялiстычная Партыя, BNSP) – białoruskie emigracyjne ugrupowanie polityczne o charakterze nacjonalistycznym istniejące w latach 1933-1943.
Ugrupowanie zostało założone w 1933 r. w Polsce. Na jego czele stanął Fabian Akińczyc, a wśród głównych działaczy byli Uładzisłau Kazłouski, Albin Stepowicz, Pawiał Arciszewski, Leon Witan-Dubiejkowski, Kanstanty Jużniewicz, Alojzy Piecukiewicz, Anton Sapko. Organem prasowym była gazeta „Новы шлях”, której redaktorem był U. Kazłouski. Ugrupowanie nie miało jednak – wbrew nazwie – charakteru faszystowskiego, lecz nacjonalistyczny. Nadzieje na odbudowę niepodległej Białorusi wiązało z hitlerowskimi Niemcami. Za głównych wrogów uważało bolszewików i Żydów, którzy narzucili Białorusinom i reszcie b. Rosji władzę komunistyczną. BNSP oprócz haseł odrodzenia narodowego, zjednoczenia wszystkich białoruskich ziem etnicznych oraz przekazania ziemi obszarniczej i kołchozowej dla białoruskich chłopów zapowiadała także upaństwowienie lasów i bogactw naturalnych oraz walkę o uwzględnienie białoruskich racji narodowych przez prawosławny i katolicki kler. Nie miała ona jednak prawie żadnego zaplecza społecznego. W 1937 r. polskie władze zakazały jej działalności. W tej sytuacji w 1938 r. część działaczy wraz z F. Akińczycem wyjechała do Niemiec, gdzie wkrótce powstało białoruskie biuro przy Ministerstwie Propagandy. W 1940 r. BNSP próbowało rozwinąć działalność w rejonie Wilna, które znalazło się na terytorium Litwy. Natychmiast po ataku wojsk niemieckich na ZSRR 22 czerwca 1941 r., U. Kazłouski wystąpił do władz III Rzeszy o zalegalizowanie jej istnienia, ale spotkał się ze sprzeciwem Alfreda Rosenberga. Działalność pół-jawnego ugrupowania ograniczyła się do wysłania na okupowane obszary białoruskie ok. 70 agitatorów, prowadzących antykomunistyczną i pro-niemiecką propagandę. W marcu 1943 r. został zabity F. Akińczyc, zaś w listopadzie tego roku U. Kazłouski. Doprowadziło to rozpadu BNSP.